# Johannes Laitenberger
Johannes Christoph Laitenberger (* 27. Juni 1964 in Hamburg) ist ein deutscher Jurist, ehemaliger EU-Beamter und amtierender Richter beim Gericht der EU. 
Laitenberger wurde am 29. Mai 2019 von den Vertretern der EU-Mitgliedstaaten für ein Mandat von sechs Jahren, beginnend am 1. September 2019, zum Richter beim Gericht der EU ernannt, wo er am 26. September 2019 vereidigt wurde. Derzeit ist er der 8. Kammer des Gerichtes zugewiesen. Zuvor war er vom 1. September 2015 bis zum 31. August 2019 der Generaldirektor der Generaldirektion Wettbewerb (DG COMP) der Europäischen Kommission. Vom 1. November 2014 bis 31. August 2015 war er Stellvertretender Generaldirektor des Juristischen Dienstes der Europäischen Kommission mit der Zuständigkeit für institutionelle Fragen und von 2009 bis 2014 der Kabinettchef des seinerzeitigen Präsidenten der EU-Kommission, José Manuel Barroso.

## Leben
Laitenberger ging in Hamburg und Lissabon (Portugal) zur Schule und legte 1982 an der Deutschen Schule Lissabon die Reifeprüfung ab. Von 1982 bis 1983 studierte er an der Katholischen Universität Portugal in Lissabon Philosophie. Von 1984 bis 1985 leistete er den Grundwehrdienst bei der Luftwaffe in Essen und Beja (Portugal). Von 1985 bis 1990 studierte er an der Rheinischen Friedrich-Wilhelms-Universität Bonn Rechtswissenschaften und legte 1990 das Erste juristische Staatsexamen ab. 1991 war er in der Verwaltung des Deutschen Bundestages tätig. Von 1991 bis 1994 leistete er den juristischen Vorbereitungsdienst (Rechtsreferendariat) im Bezirk des Oberlandesgerichtes Köln ab und legte 1994 das Zweite juristische Staatsexamen ab. Außerdem war er von 1991 bis 1995 in Teilzeit an der Rechts- und Staatswissenschaftlichen Fakultät der Rheinischen Friedrich-Wilhelms-Universität Bonn beschäftigt, u. a. von 1991 bis 1993 am Lehrstuhl von Josef Isensee.
Nach Beschäftigungen bei einer Anwaltskanzlei (1995) und einem Industrieverband (1996) wurde Laitenberger nach einem Allgemeinen Auswahlverfahren 1996 als EU-Beamter in das Generalsekretariat des Rates der Europäischen Union in Brüssel (Belgien) berufen. 1999 wechselte er in die Generaldirektion Wettbewerb der EU-Kommission. Mit dem Amtsantritt der EU-Kommission unter Präsident Romano Prodi berief ihn die damalige Kommissarin für Bildung, Kultur, audiovisuelle Politik, Jugend und Sport, Viviane Reding, 1999 in ihr Kabinett. Als Kabinettsmitglied war Laitenberger vor allem für audiovisuelle Politik, Wettbewerbs- und Beihilfenfragen sowie juristische und institutionelle Fragen zuständig. 2003 ernannte ihn Reding zum Kabinettchef.
Mit dem Amtsantritt der Europäischen Kommission unter Präsident José Manuel Barroso berief ihn Barroso 2004 in sein Kabinett, wo er von 2004 bis 2005 als Kabinettsmitglied u. a. für Wettbewerbs- und Beihilfenfragen, die Rechts- und Innenpolitik sowie juristische und institutionelle Fragen zuständig war. 2005 berief Barroso Laitenberger zum Sprecher der EU-Kommission und Leiter deren Sprecherdienstes. Nach seiner Wiederwahl als Kommissionspräsident für eine zweite Amtszeit 2009 ernannte Barroso ihn zum Kabinettchef. Diese Funktion übte er vom 1. November 2009 bis zum 31. Oktober 2014 aus. Am 18. Dezember 2013 wurde Laitenberger nach einem offenen Auswahlverfahren durch die Kommission auf die Stelle des Stellvertretenden Generaldirektors des Juristischen Dienstes, zuständig für institutionelle Fragen berufen, die er vom 1. November 2014 bis 31. August 2015 ausfüllte.
Am 24. Juni 2015 berief ihn die Kommission zum Generaldirektor der Generaldirektion Wettbewerb (DG COMP), wirksam zum 1. September 2015. In dieser Eigenschaft vertrat er die Kommission auch im Lenkungsausschuss (Steering Committee) des Internationalen Wettbewerbsnetzwerkes (International Competition Network). Außerdem war er seit 2016 auch Mitglied im Vorstand (Bureau) des Wettbewerbsausschusses (Competition Committee) der OECD. Laitenberger wurde am 29. Mai 2019 von den Vertretern der EU-Mitgliedstaaten für ein Mandat von sechs Jahren, beginnend am 1. September 2019, zum Richter beim Gericht der EU ernannt. Er gab damit verbunden seinen Rücktritt von der Leitung der Generaldirektion und sein Ausscheiden aus den Diensten der Kommission mit Ablauf des 31. August 2019 bekannt.
Laitenberger ist Mitherausgeber der Europäischen Zeitschrift für Wirtschaftsrecht (EuZW) und Mitglied des Wissenschaftlichen Beirates (Conseil scientifique) der Revue Concurrences; bis August 2019 war er auch Mitglied des Beirates des politischen Debattenmagazins Civis mit Sonde.
Er ist seit 2014 Träger des portugiesischen Verdienstordens des Infanten Dom Henrique in der Stufe eines Großoffiziers.